# Parc Koganei
Le parc Koganei (小金井公園, Koganei Kōen) est un parc de Tokyo qui dessert les villes de Koganei, Kodaira, Nishitōkyō et Musashino.

## Présentation
Deuxième plus grand parc dans la zone métropolitaine de Tokyo, le parc Koganei est une attraction pour les résidents locaux et les touristes. 
Le musée d'architecture en plein air d'Edo-Tokyo, inauguré en 1993, présente des bâtiments construits à différentes périodes historiques et d'autres construits par de célèbres architectes japonais. Les bâtiments ont été déplacés de leur emplacement d'origine et disposés sur le site du musée pour imiter la mise en place d'un village..

## Caractéristiques principales
- Jardin de cerisiers
- Forêt de pruniers
- Musée d'architecture en plein air d'Edo-Tokyo
- Complexe sportif
- Course cycliste
- Refuge d'oiseaux
- Tir à l'arc

## Source
- (en) Cet article est partiellement ou en totalité issu de l’article de Wikipédia en anglais intitulé « Koganei Park » (voir la liste des auteurs).